# Zapping Club
Zapping Club es el quinto álbum de la banda argentina Super Ratones. Fue publicado en 1996 y muestra una evolución en el sonido del grupo, en este caso influenciado por el britpop vigente en el momento y por los siempre presentes The Beatles.
Es el primer disco en la carrera del grupo en incluir todos temas originales.
Aunque sus canciones tuvieron poca repercusión en las radios, el disco sigue siendo considerado un paso adelante en la carrera del grupo.

## Historia
"Zapping Club" fue registrado en 1996 en los Estudios: Tonica y TMA, con Guillermo Zuloaga como técnico de grabación y Elio Barbeito y Super Ratones en la producción artística. 
El disco contó con músicos invitados como Juanchi Baleirón (Los Pericos), Gastón "El Francés" Bernardou (Los Auténticos Decadentes), Martin "Moska" Lorenzo (Los Auténticos Decadentes) y Mauro Frosio (pianista de Koko Taylor, Otis Rush).
En esta producción, los Super Ratones abandonan definitivamente la onda retro. El sonido de guitarra eléctrica es claramente contemporáneo a la fecha de edición del álbum, más exactamente con el britpop. Por otra parte, este es el primer disco de la banda que no presenta ningún cover (los anteriores tenían por lo menos tres cada uno).

"Acá volvimos a encauzarnos según nuestro punto de vista. Nos replanteamos qué es lo queríamos como banda y el resultado fue un disco parejo. Más volcados a la época 'Rubber Soul' o 'Revolver' de los Beatles, tuvo algunas similitudes con lo que estaba pasando en Inglaterra con el Brit Pop. Las mismas influencias, claro. Hoy me parece el disco del renacimiento, me gustan como suenan 'Me muero por vos' y 'Karma sin quemar', sobre todo".
Fernando Blanco

"Zapping Club" también demuestra cierto pesimismo en las letras. “Me muero por vos”, el tema inicial y uno de los cortes de difusión, empieza como una canción de amor pero termina hablando de una enfermedad. El tema “Quiero una luz” tiene frases como “Estoy desesperado / todo el tiempo preocupado” o “Me pregunto por qué llueve / cada vez que logro algo positivo”. 

## Lista de canciones
| N.º | Título                    | Autores y compositores      | Duración |
| --- | ------------------------- | --------------------------- | -------- |
| 1.  | Me Muero Por Vos          | Blanco / Properzi           | 3.33     |
| 2.. | Karma Sin Quemar          | Blanco / Properzi           | 2.53     |
| 3.  | Tal Vez                   | Barassi                     | 2.45     |
| 4.  | Tu Sombra                 | Blanco / Properzi           | 3.34     |
| 5.  | Veo-T-Veo                 | Blanco / Properzi           | 2.28     |
| 6.  | Se Mueve                  | Blanco / Properzi           | 2.52     |
| 7.  | Quiero Una Luz            | Barassi                     | 3.18     |
| 8.  | C'est La Vie              | Blanco / Properzi           | 4.56     |
| 9.  | Algún Rincón Del Mundo    | Blanco / Properzi / Barassi | 2.48     |
| 10. | Voy A Recorrer Las Calles | Barassi                     | 4.10     |
| 11. | ¿Qué Viste En Mí?         | Blanco / Properzi           | 3.06     |
| 12. | Y Se Va, Se Nos Va        | Blanco / Properzi           | 2.50     |

## Músicos
- Fernando Blanco - bajo, voz.
- Mario Barassi - guitarra, voz.
- José Luis Properzi - batería, voz.
- Oscar Granieri - guitarra, voz.

## Músicos invitados
- Juanchi Baleirón (Los Pericos) - guitarra.
- Gastón "El Francés" Bernardou (Los Auténticos Decadentes) - percusión.
- Martin "Moska" Lorenzo (Los Auténticos Decadentes) - percusión.
- Mauro Frosio - piano.